# Bullegummans gata

Bullegummans gata ligger i stadsdelen Älvsborg i Göteborg, som gavs sitt nuvarande namn 1965. Under 1930-talet bodde där en fru Liljegren, som bakade goda bullar, eftertraktade av barnen som var på väg till Påvelundsskolan. 
Fru Liljegren tog då upp en lucka i husets vägg där hon kunde sälja sina bullar och så blev fru Liljegren känd i trakten som "Bullegumman". Huset ägdes under en tid av Göteborgs stad och fungerade då som flyktingsluss. Huset är i ursprungligt skick. Bullegummans lucka finns kvar 2011. 